# Cattedrale di Maguelone
L'ex cattedrale dei Santi Pietro e Paolo di Maguelone (in francese: Cathédrale Saint-Pierre-et-Saint-Paul de Maguelone) è un'ex cattedrale eretta fra il XII e il XIII secolo sull'isola di Maguelone, attualmente appartenente al territorio comunale di Villeneuve-lès-Maguelone (Francia, regione Linguadoca-Rossiglione, dipartimento dell'Hérault).

## Storia

### Un'antichità accertata

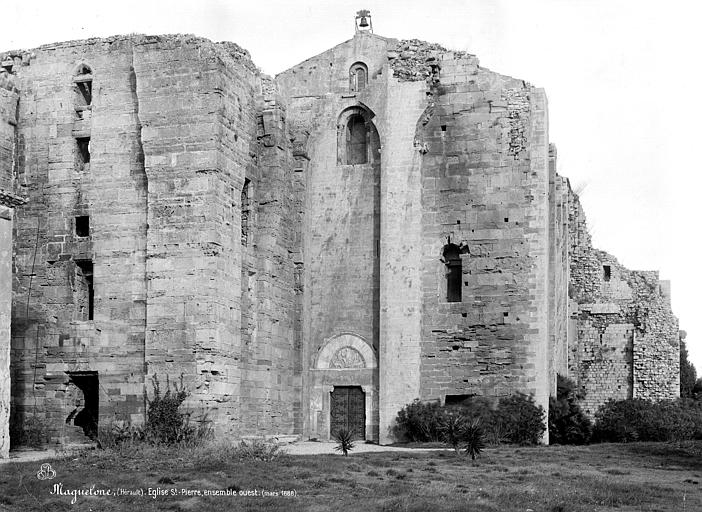
Facciata Ovest della cattedrale dei Santi Pietro e Paolo a Maguelone
di Séraphin-Médéric Mieusement
(marzo 1888)

Durante la campagna di scavi archeologici del 1967 su quest'antica isola sono venute alla luce vestigia imperiali romane, etrusche e numerosi sarcofagi visigoti ed anche le fondamenta di una chiesa distrutta nel VII secolo.
Con la caduta dell'Impero romano d'Occidente nel V secolo, furono i Visigoti ad impadronirsi di Maguelone. La religione cristiana si affermò poco a poco. Dal 533 l'isola divenne sede diocesana. I suoi primi vescovi furono: Boezio nel 589 e Genesio 597-633? A quei tempi esisteva già sull'isola una cattedrale.
Il vescovato di Maguelone compare nei testi fin dal VI secolo, su un'isola già abitata nell'antichità.
I motivi dell'instaurazione del vescovato di Maguelone su quell'isoletta separata dalla Via Domizia e lontano da tutti gli agglomerati urbani (la città di Montpellier allora non esisteva ancora) rimangono inspiegati. Tuttavia il carattere insulare del luogo (il vescovato era raggiungibile solo via mare) doveva garantire una certa sicurezza. Maguelone fu sede della diocesi ma anche dei conti goti, che assicuravano il potere temporale.
Ben protetta rispetto al continente, questa posizione strategica era invece molto esposta alle invasioni provenienti dal mare.

### Port Sarrasin

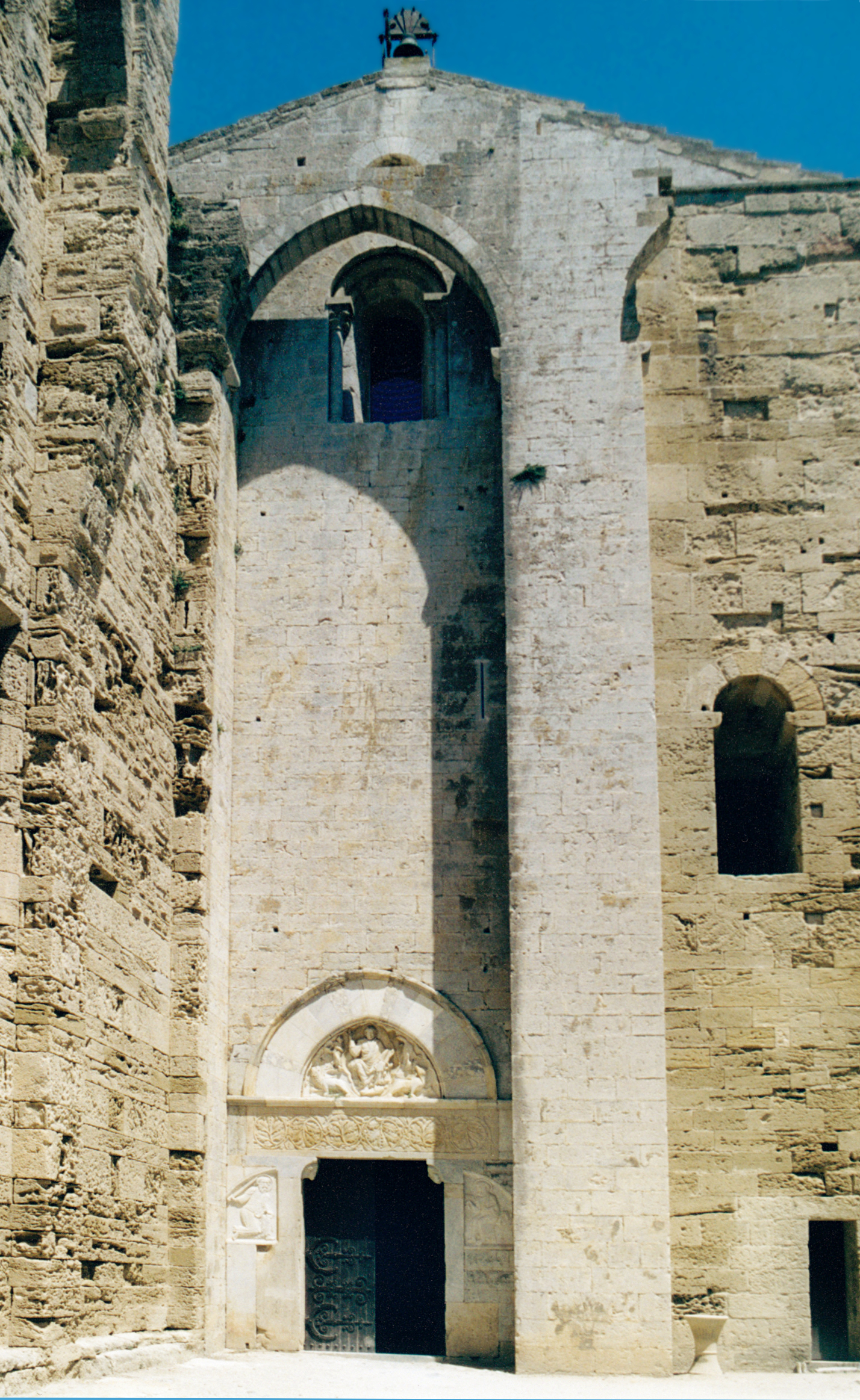
Facciata occidentale e portale della cattedrale di St-Pierre de Maguelone

Nell'VIII secolo, mentre il potere Visigoto si affievoliva, i musulmani di Spagna (i Saraceni) moltiplicavano le loro incursioni in territorio cristiano. Dopo aver conquistato la Catalogna, essi attraversarono i Pirenei nel 715 e la Settimania passò interamente sotto il loro dominio nel 719.
Maguelone, a causa della sua posizione, divenne  Port Sarrasin, indubbiamente una piazzaforte.
Moli furono eretti al fine di permettere alle navi di ormeggiarsi e scaricare le loro merci un totale sicurezza. Nonostante l'invasione, la libertà di culto fu mantenuta sull'isola ed i suoi abitanti presero lo stato di dhimmi.
Poco dopo però i Franchi, provenienti dal nord, intrapresero la riconquista: dopo Poitiers nel 732, Carlo Martello perseguì i saraceni che abbandonarono a poco a poco il sud della Francia. La prima cattedrale di Maguelone, trasformata in moschea, fu distrutta totalmente dai Franchi nel 737, dietro ordine dello stesso Carlo Martello; l'architettura di questo primo edificio rimane ignota.
Da allora la località rimase pressoché abbandonata per circa tre secoli: il vescovato s'installò allora a distanza di qualche chilometro, sull'oppidum antico di Substantio (Substantion, dei nostri tempi: Castelnau-le-Lez).

### Il rinnovamento dell'XI secolo

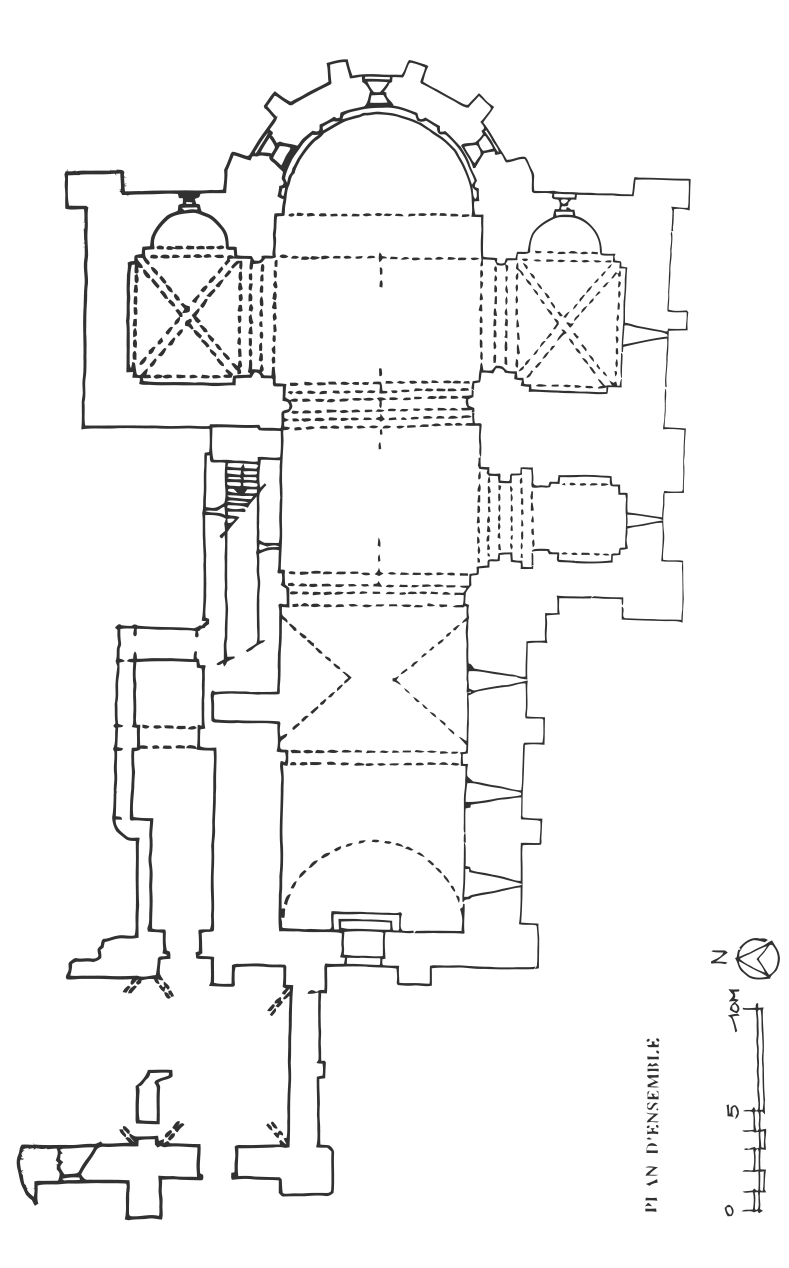
Pianta

A partire dal 1030, il vescovo Arnaud (vescovo dal 1030 al 1060) decise di far ricostruire la cattedrale. Egli la dotò di un capitolo regolare composto da canonici posto sotto l'autorità di un prevosto. Di questo nuovo edificio rimane oggi solo la cappella di Sant'Agostino, posta sul lato sud dell'attuale edificio.
Egli fece anche realizzare fortificazioni per proteggere l'isola da un ambiente ostile, il che non le impedì di diventare un grande centro d'irradiazione intellettuale, grazie ad alcune scuole di livello universitario.
I successori del vescovo Arnaud furono sottomessi alla sovranità dei conti di Melgueil che finirono per trasmettere i loro diritti sul vescovato a papa Gregorio VII nel 1085. Divenuta proprietà della Santa Sede e terra di asilo, Maguelone raggiunse il suo massimo splendore..

### Il XII secolo: l'apogeo del vescovato di Maguelone
La sistemazione dell'isola innescata con l'XI secolo proseguì in quello successivo: fu aperto un cantiere per la costruzione di una nuova cattedrale che sostituisse quella eretta da Arnaud; furono realizzati nuovi edifici capitolari, comprendenti in particolare un chiostro a due piani ed un alloggio per il vescovo; il nuovo altar maggiore fu consacrato nel 1162 durante l'episcopato di Jean de Montlaur, che segna l'apogeo di Maguelone.
Durante la crociata albigese Maguelone rimase un bastione papale: la contea di Melgueil, di proprietà del conte di Tolosa Raimondo VI, venne infeudata a Maguelone da papa Innocenzo III..

### Decadenza ed abbandono
Tuttavia iniziò presto il processo di decadenza e nel XV secolo la residenza del vescovo si spostò a Montpellier, mentre i canonici rimasero a Maguelone, sotto il comando del prevosto.
Nel 1536 la sede episcopale di Maguelone fu soppressa ed il vescovo si stabilì definitivamente a Montpellier. Venduti dai canonici, gli edifici claustrali furono a poco a poco distrutti e la cattedrale fortificata. Questa, divenuta piazzaforte protestante, fu in parte smantellata nel 1632, su richiesta del cardinale Richelieu.
Venduto come bene nazionale alla Rivoluzione, poi classificato come monumento storico nel 1840, il fondo di Mageulone fu acquistato nel 1852 da Frédéric Fabrège che ne iniziò il restauro. Egli intraprese scavi che ne chiarirono il passato splendore, riscoprendo le fondamenta dei fabbricati più antichi. Egli vi fece piantare numerose essenze mediterranee, essendo allora l'isola totalmente spoglia di alberi. La cattedrale fu riaperta al culto nel 1875. Il suo erede fece dono dell'isola all'arcidiocesi di Montpellier nel 1949.

### Epoca contemporanea
Nel 1967 un'importante campagna archeologica permise di attestare l'antichità del luogo.
Oggi vi è un Centro per la formazione ed il lavoro, gestito dai Compagnons de Maguelone: la sua vocazione all'ospitalità è così perpetuata, favorendo il reinserimento di persone adulte portatrici di handicap.
Nel 2002 furono posate nelle finestrature restaurate diciassette vetrate di colore celeste e miele, disegnate da Robert Morris e realizzate dai laboratori Duchemin.
Oggi Maguelone accoglie un festival di musica che viene organizzato nella cattedrale ogni anno, in giugno, a cura dell'associazione Les Amis du Festival de Maguelone. Quest'incontro musicale presenta musiche classiche antiche del Medioevo, ma anche barocche, romantiche o rinascimentali, opere rare, spesso cadute in oblìo.

## L'edificio

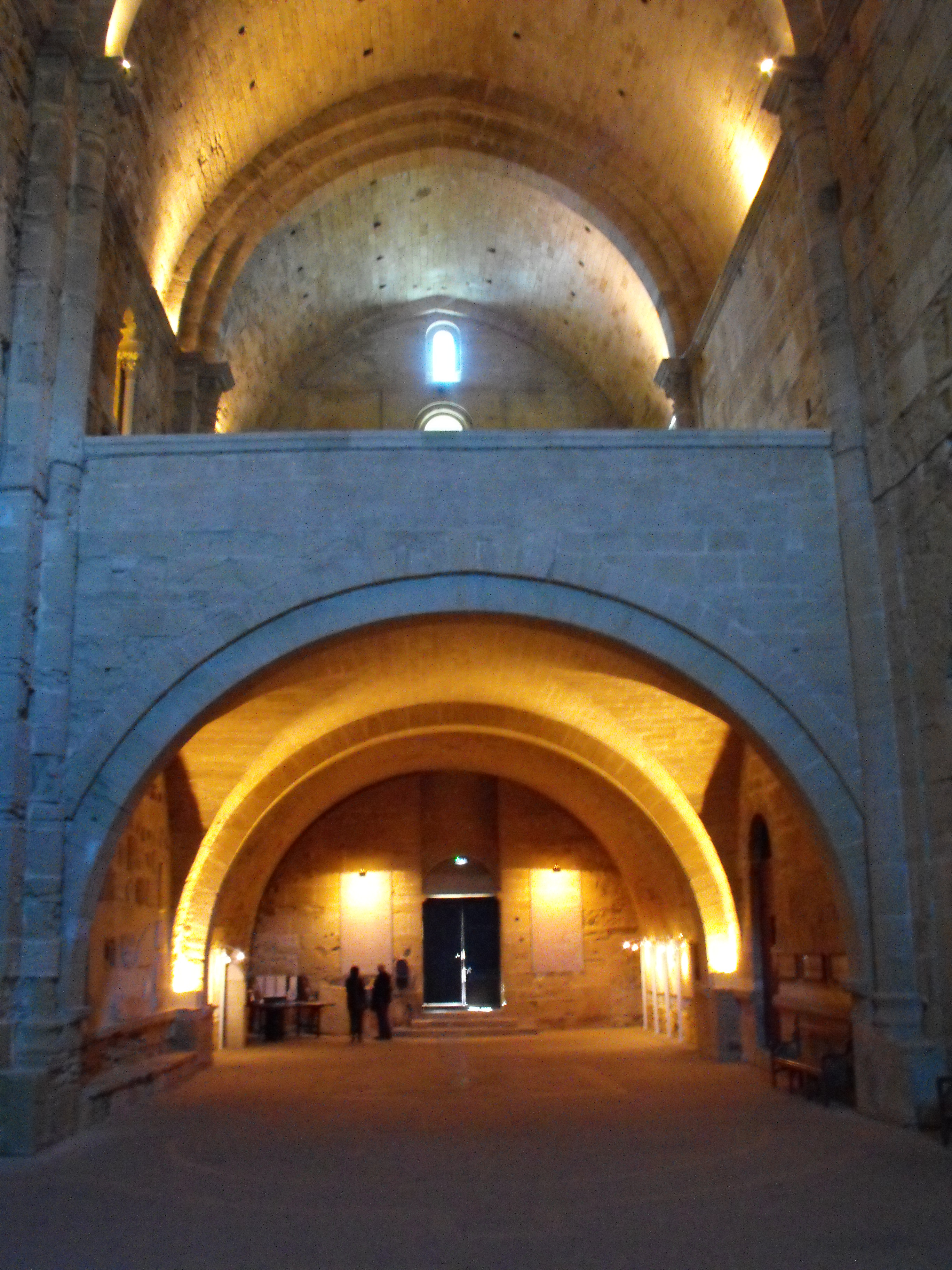
Cattedrale di Saint-Pierre-et-Saint-Paul de Maguelone, interno

Esso fu eretto otto secoli or sono come una vera e propria fortezza (lo spessore dei muri supera normalmente i due metri).
Le due torri che inquadrano la facciata occidentale furono aggiunte nel XIII secolo: la Torre di San Giovanni, oggi non più visibile in quanto distrutta, e la Torre del Vescovo, della quale rimangono solo alcune rovine.
Sulla facciata della cattedrale sono rappresentate alcune scene bibliche, come una visione dell'Apocalisse. Nel timpano è raffigurato il Cristo in maestà assiso su un trono, benedicente con la mano destra e che tiene il Libro della Vita; Egli è vestito di un drappo dal disegno complesso e s'iscrive in una gloria polilobata, attorniato dal tetramorfo: un asino, un bue, un leone e un'aquila.
All'interno la navata è costituita da una volta bassa a tutto sesto che è sormontata dalla tribuna dei canonici, accessibile tramite una scala costruita nello spessore del muro, al livello ove una pietra tombale dedicata al vescovi Giovanni di Montlau funge da tavola d'altare. Dopo le due prime travature, s'innalza un'alta volta sobria, caratteristica delle costruzioni romaniche, di dieci metri di larghezza per circa venti di altezza.
Il pavimento è costituito da pietre tombali, in gran parte anonime. Sono notevoli quattro statue di giacenti, in marmo bianco.
Ai due lati del transetto vi sono due cappelle, costituite da una grande volta su crociere di ogiva
- a nord, la cappella del Santo Sepolcro: il suo mausoleo di stile gotico data dal XIV secolo e fu costruito per il cardinale Raymond de Canillac, C.R.S.A. (†1373), antico prevosto di Maguelone;
- a sud, la cappella di Santa Maria, che originariamente comunicava con il cimitero annesso attraverso la cosiddetta "porta dei morti". Il "salvatore" della cattedrale Frédéric Fabrège, riposa ai piedi dell'altare romanico. Inoltre vi sono oggi depositati alcuni sarcofagi.

L'abside è in stile romanico primitivo ed è illuminata da tre finestre con colonnette.
Il muro meridionale conserva all'interno frammenti di pietre tombali di epoca romana: insiemi di bassorilievi e di epitaffi ritrovati da Fabrice Fabrège quando egli fece rinnovare la pavimentazione della cattedrale. Essi provengono dal chiostro e dal cimitero ove erano stati posti come elementi decorativi, particolarmente per i pezzi d'epoca più antica.

## Galleria d'immagini

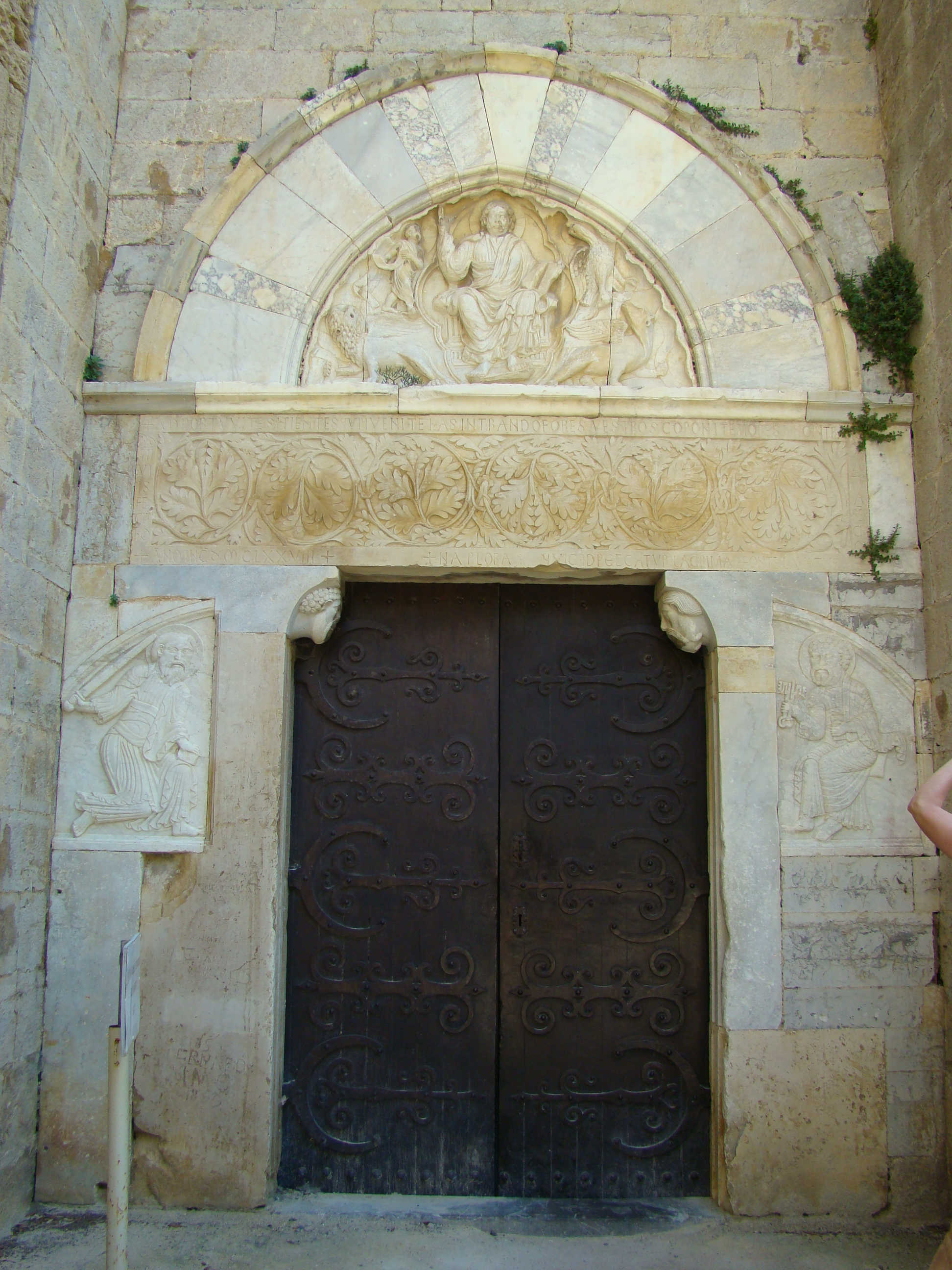
Dettaglio del portale
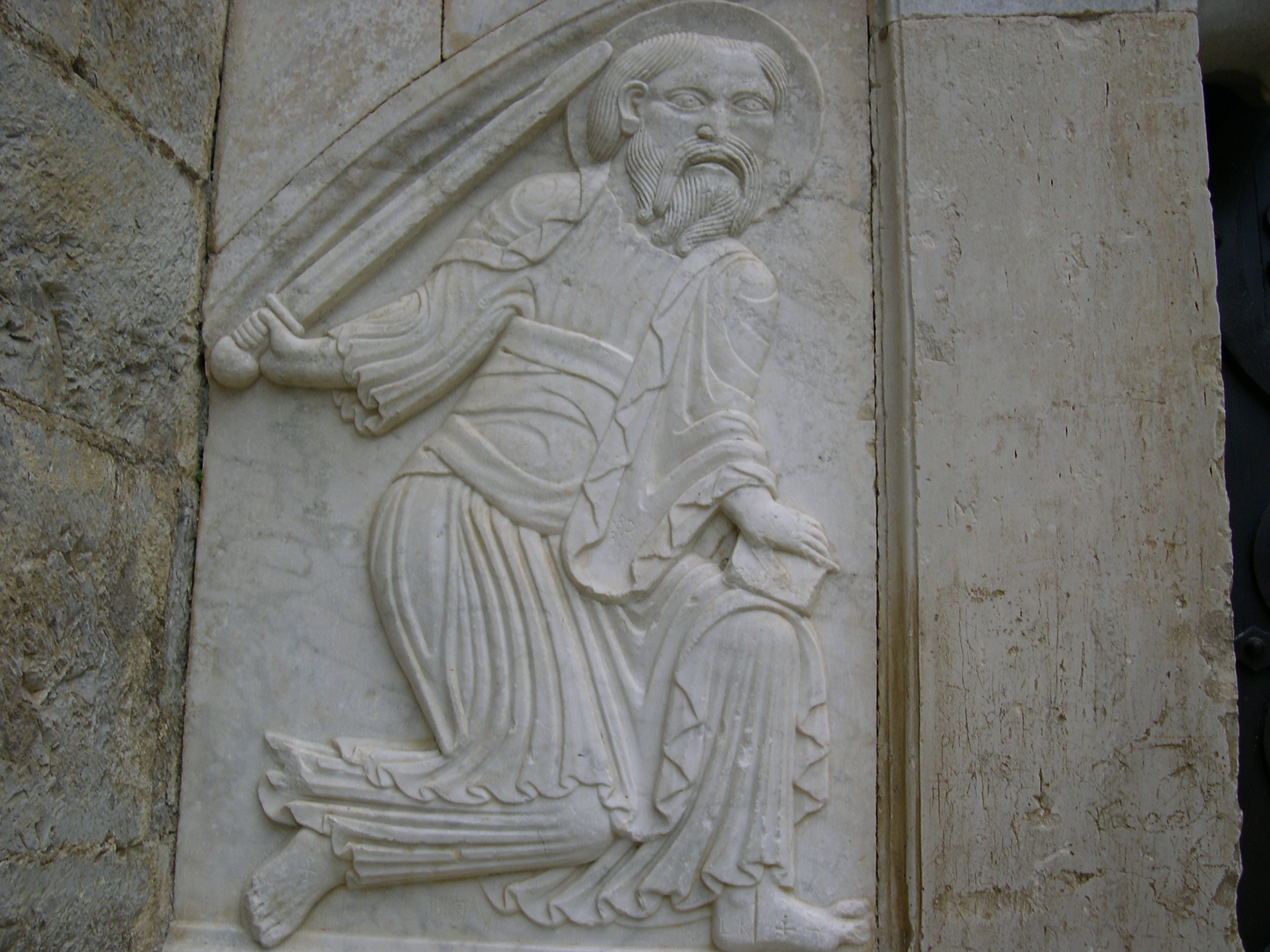
Bassorilievo di San Paolo (lato sinistro del portale)
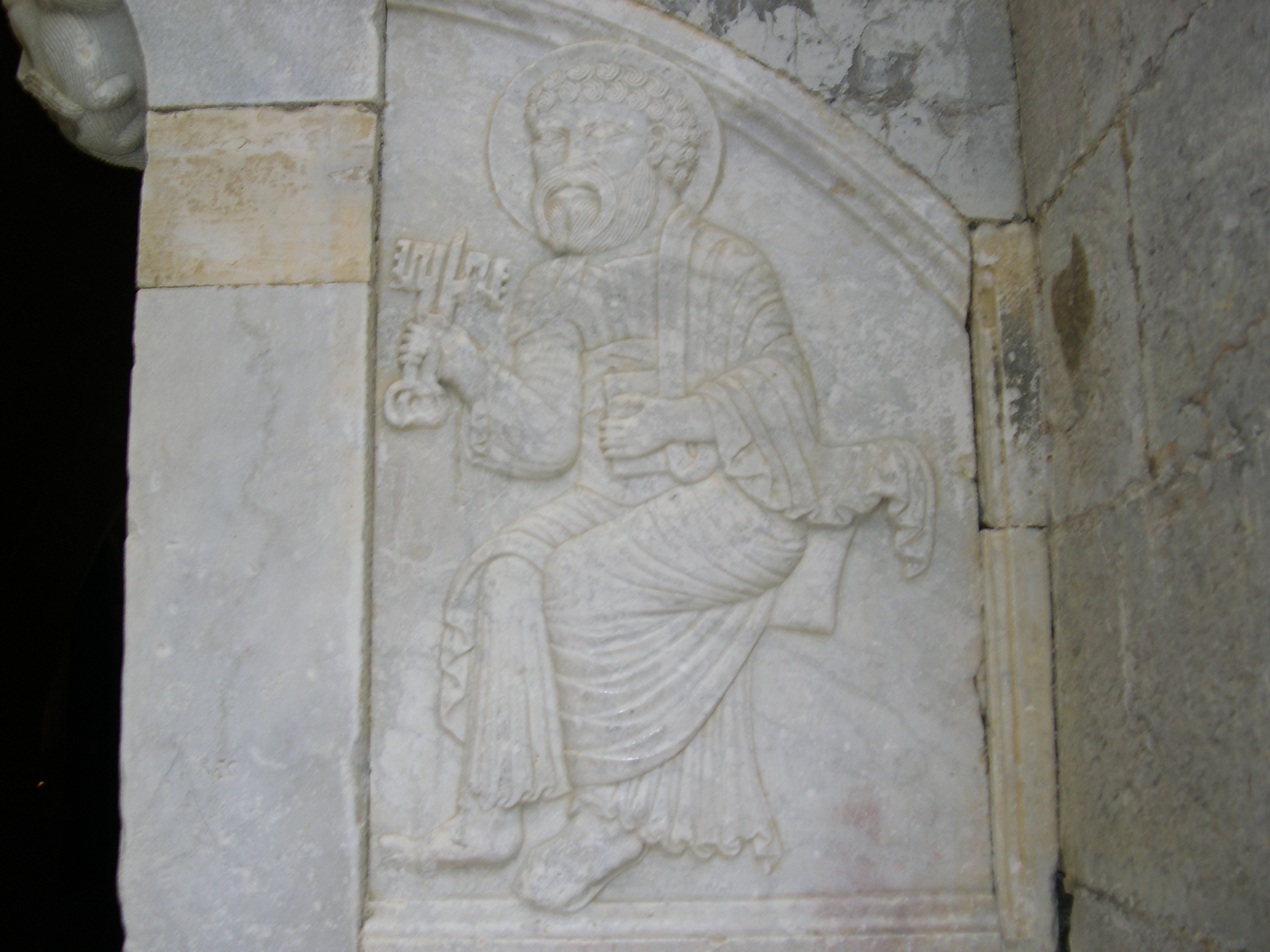
Bassorilievo di San Pietro (lato destro del portale)
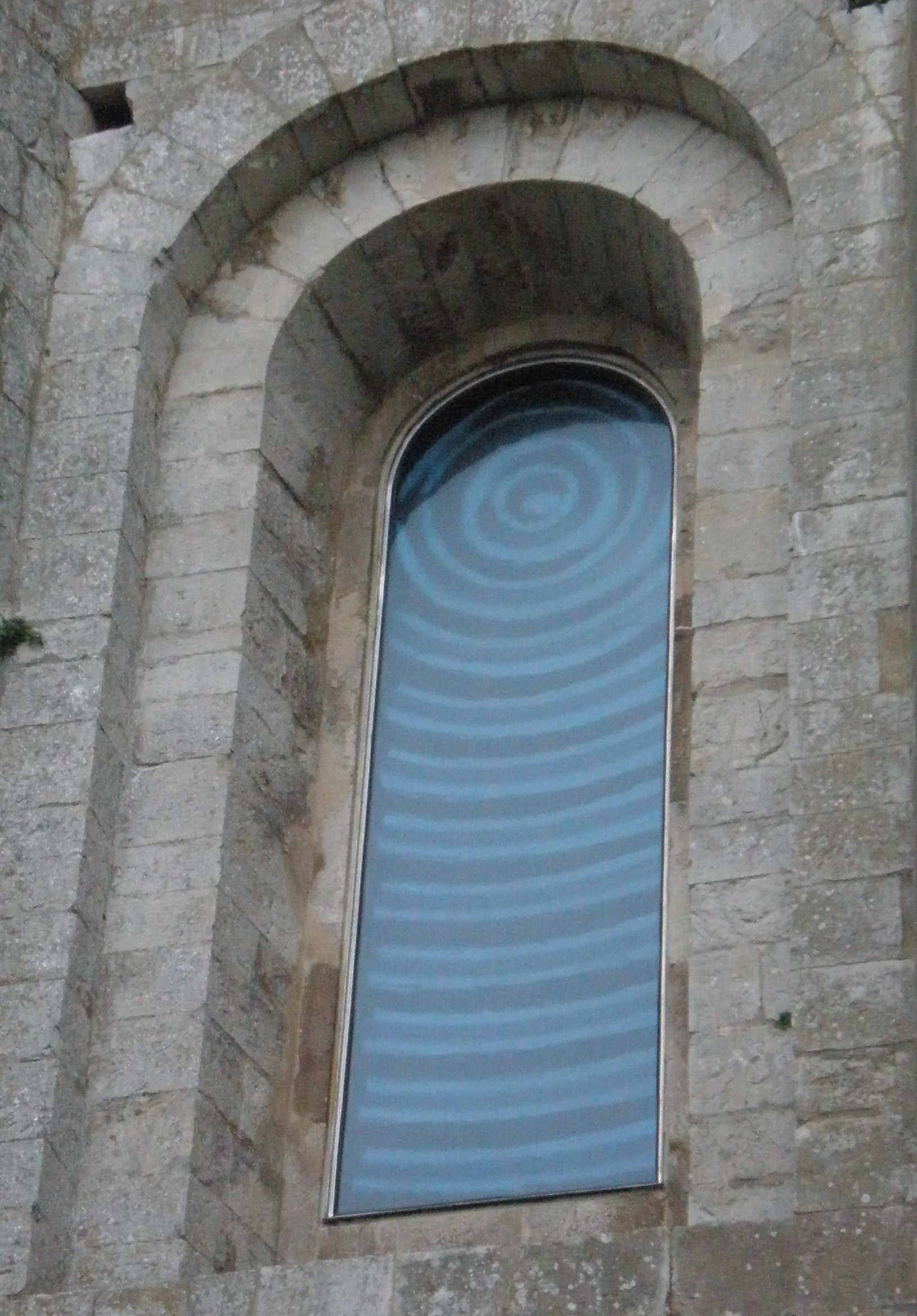
Dettaglio d'una vetrata del coro realizzata nel 2002 da Robert Morris